# Ikopa
Ikopa – rzeka w środkowej części Madagaskaru, przepływająca przez prowincje Antananarywa i Mahajanga. Rzeka wypływa ze wzgórz na południowy wschód od Antananarywy i płynie przez to miasto w kierunku północno-wschodnim aż do ujścia na rzece Betsiboka, znajdującego się na północ od miasta Maevatanana.
Powierzchnia dorzecza Ikopy wynosi 18 550 km².